# 関弥三郎
関 弥三郎（せき やさぶろう、1922年4月1日 - ）は、日本の経済統計学者、立命館大学名誉教授。

## 略歴
京都市出身。1947年立命館大学経済学科卒。1992年「寄与度・寄与率の理論と応用」で経済学博士の学位の取得。立命館大学助教授、教授を務めた。1986年定年、名誉教授、京都学園大学教授。

## 著書
- 『社会人のための統計学 統計の見方・作り方』玄文社 1981
- 『社会統計学要説 補正』玄文社 1981
- 『経済統計学』玄文社 1982
- 『経済統計学要説』玄文社 1983
- 『寄与度・寄与率 増加率の寄与度分解法』産業統計研究社 1992

共編
- 『テキストブック経済統計論』三潴信邦共編 有斐閣ブックス 1985

## 論文
- ＜関弥三郎